# Thanatephorus microsclerotium
Thanatephorus microsclerotium är en svampart som beskrevs av Boidin, Mugnier & Canales 1998. Thanatephorus microsclerotium ingår i släktet Thanatephorus och familjen Ceratobasidiaceae.   Inga underarter finns listade i Catalogue of Life.